# Lee Kum Kee
Lee Kum Kee International Holdings (李錦記) — гонконгская пищевая компания, специализирующаяся на производстве традиционных китайских соусов (соевых, в том числе хойсин, устричных, сливовых, острых чили, экзотических, дипов и других) в различных упаковках, а также сухих приправ, лечебных трав (под брендом Infinitus) и напитков. Владельцем Lee Kum Kee является миллиардер Ли Маньтат, потомок основателя компании.

## История
Компания основана в 1888 году в южнокитайском городке Чжухай поваром Ли Кумшэном, который продавал тёмный устричный соус и креветочную пасту (согласно одной из версий, он являлся изобретателем устричного соуса, приготовив его случайно). Из-за череды войн в 1902 году компания перебралась в Макао, а в 1932 году — в соседний Гонконг (тогда же открылся офис в Кантоне). В 1920 году к управлению Lee Kum Kee пришло второе поколение семьи Ли — Ли Шунань и Ли Шутан, которые начали экспортировать соусы компании за рубеж. В 1972 году Lee Kum Kee возглавил Ли Маньтат, внук Ли Кумшэна (в 2014 году его состояние равнялось 1,3 млрд долл.). В 1976 году открылась фабрика соусов возле Абердина, в 1980-х годах к управлению Lee Kum Kee пришло четвёртое поколение семьи Ли — Эдди, Дэвид, Чарли, Сэмми и Элизабет Ли. В 1983 году в Лос-Анджелесе открылся американский филиал Lee Kum Kee, начавший продвижение продукции преимущественно среди китайских и других азиатских эмигрантов.

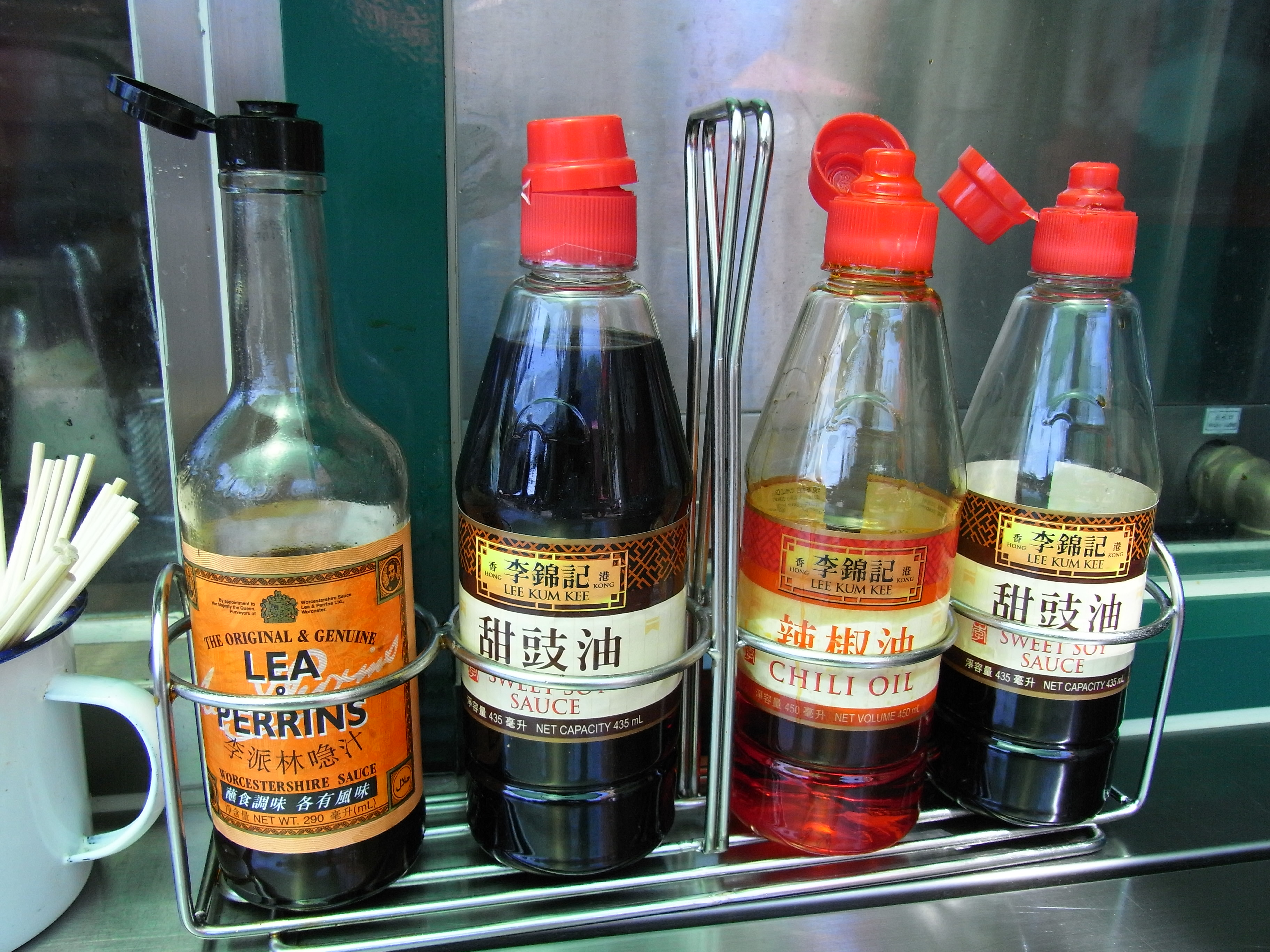
Соусы Lee Kum Kee

В 1988 году Lee Kum Kee перенесла штаб-квартиру и свою гонконгскую фабрику в округ Тайпоу, а также изменила логотип. В 1991 году компания открыла фабрику в Лос-Анджелесе (в пригороде Индастри), в 1992 году вышла на рынок китайских лечебных трав, в 1996 году открыла фабрику в городе Цзянмынь, в 1997 году — в Куала-Лумпуре, в 1998 году — в Гуанчжоу. В конце 1990-х годов Агентство пищевых стандартов Великобритании имело претензии к качеству китайских соусов, продававшихся в торговых сетях Европы, но Lee Kum Kee доказала безопасность своих продуктов.
В 2005 году состоялось открытие обновлённой фабрики в Цзянмыне, которая стала крупнейшим предприятием Lee Kum Kee, в 2007 году компания открыла китайскую штаб-квартиру в Шанхае, в 2008 году стала официальным поставщиком летних Олимпийских игр, в 2009 году начала развитие бренда лекарственных трав Infinitus, в 2010 году стала официальным поставщиком шанхайского ЭКСПО. В 2011 году Lee Kum Kee открыла в Гонконге небоскрёб Infinitus Plaza с торговым центром на нижних этажах, а в Цзянмыне — два новых моста, построенных на средства компании. В 2012 году Lee Kum Kee стала официальным партнёром китайской космической отрасли.

## Структура
Lee Kum Kee International Holdings производит более 200 видов соусов и приправ, являясь одним из самых известных азиатских брендов в мире. Пять фабрик компании расположены в Гонконге (при гонконгском предприятии работает лаборатория тестирования и проверки качества продукции и ингредиентов), материковом Китае (Цзянмынь и Гуанчжоу), Малайзии (Куала-Лумпур) и США (Лос-Анджелес). По состоянию на 2008 год в компании работало около 6 тыс. человек, в том числе 500 — в Гонконге. Клиентами Lee Kum Kee являются потребители более чем ста стран (крупнейшими рынками сбыта считаются Китай, Тайвань, Малайзия, Сингапур, США, Канада, Великобритания и Германия). Большое внимание Lee Kum Kee уделяет развитию и популяризации китайской кухни в мире, финансируя кулинарные шоу, школы и конкурсы, а также издавая различные рецепты и поваренные книги, создавая кулинарные видео-курсы.